# Szatani Potok
Szatani Potok (słow. Satanov potok) – potok w Dolinie Mięguszowieckiej w słowackich Tatrach Wysokich. Jest prawym dopływem Hińczowego Potoku. Wypływa z Małego Hińczowego Stawu w Dolince Szataniej i płynie częściowo podziemnymi przepływami. Poniżej płytowego progu stawu płynie na długości około 30 m po prawie poziomej powierzchni, potem na długości kilkuset metrów ginie płynąc pod wielkimi skałami. Na powierzchni ponownie pojawia się w piętrze kosodrzewiny. Na wysokości około 1570 m uchodzi do Hińczowego Potoku. Następuje to około 200 m na północny zachód od miejsca, w którym powstaje Mięguszowiecki Potok z połączenia Hińczowego Potoku i Żabiego Potoku. 